# Salvatore Marchesi
Salvatore Marchesi (egentligen Salvatore de Castrone della Rajata), född den 15 januari 1822 i Palermo, död den 20 februari 1908 i Paris, var en italiensk sångare.
Marchesi utträdde 1840 av politisk övertygelse ur neapolitanska adelsgardet, vid vilket han var officer, samt studerade därefter juridik och musik, särskilt sång för Raimondi, Lamperti och Fontana. Hans deltagande i 1848 års revolution föranledde hans utvisande. Marchesi begav sig då (1849) till New York, på vars italienska opera han uppträdde som Ernani. Därefter fortsatte han sina sångstudier i London för García samt gifte sig 1852 med sångerskan Mathilde Graumann. 
Båda uppträdde sedan med framgång på åtskilliga scener, anställdes 1854 vid Wiens konservatorium samt flyttade senare till Paris, varifrån fru Marchesi 1865 kallades till Köln och 1869 ånyo till Wien som sånglärarinna. År 1881 bosatte sig makarna åter i Paris och idkade sångundervisning. Marchesi utgav en sångskola, vokaliser och diverse sångkompositioner samt översatte till italienskan flera operatexter, av bland andra Wagner.